# Sudanesische Fußballnationalmannschaft der Frauen
Die sudanesische Frauenfußballnationalmannschaft ist eine Auswahlmannschaft der Sudan Football Association, die das Land Sudan auf internationaler Ebene bei Frauen-Länderspielen vertritt. Die Mannschaft nahm bislang nur an der Qualifikation zum Afrika-Cup teil, jedoch nicht am Afrika-Cup selbst oder an Weltmeisterschaften. Derzeitiger Trainer ist Imed Houjly.

## Geschichte
Ihr erstes Spiel absolvierte die Mannschaft beim Arab Womens Cup 2021. Das Spiel gegen Ägypten wurde mit 10:0 verloren. Auch die weiteren Gruppenspiele gegen Tunesien und Libanon wurden verloren. Bei der Qualifikation zum Afrika-Cup 2022 verlor der Sudan das Hinspiel gegen Algerien. Das Rückspiel wurde aufgrund der politischen Lage im Sudan zunächst verschoben und später abgesagt. Bei der Qualifikation zum Afrika-Cup 2025 hätte die Mannschaft gegen Angola spielen sollen, zog ihre Teilnahme jedoch vorher zurück.

## Turniere

### Weltmeisterschaft
- 1991 bis 2027 – nicht teilgenommen

### Afrika-Cup
- 1991 bis 2020 – nicht teilgenommen
- 2022 – nicht qualifiziert
- 2025 – Teilnahme zurückgezogen
- 2026 – nicht teilgenommen

### Ostafrikameisterschaft
- 2016 bis 2022 – nicht teilgenommen